# San José de Gracia, Nayarit
San José de Gracia är en ort i Mexiko.   Den ligger i kommunen Ixtlán del Río och delstaten Nayarit, i den centrala delen av landet, 600 km väster om huvudstaden Mexico City. San José de Gracia ligger 1 205 meter över havet och antalet invånare är 359.
Terrängen runt San José de Gracia är kuperad åt sydväst, men åt nordost är den bergig. Runt San José de Gracia är det glesbefolkat, med 11 invånare per kvadratkilometer. Närmaste större samhälle är Ixtlán del Río, 8,0 km väster om San José de Gracia. I omgivningarna runt San José de Gracia växer huvudsakligen savannskog.